# وادي فوكين

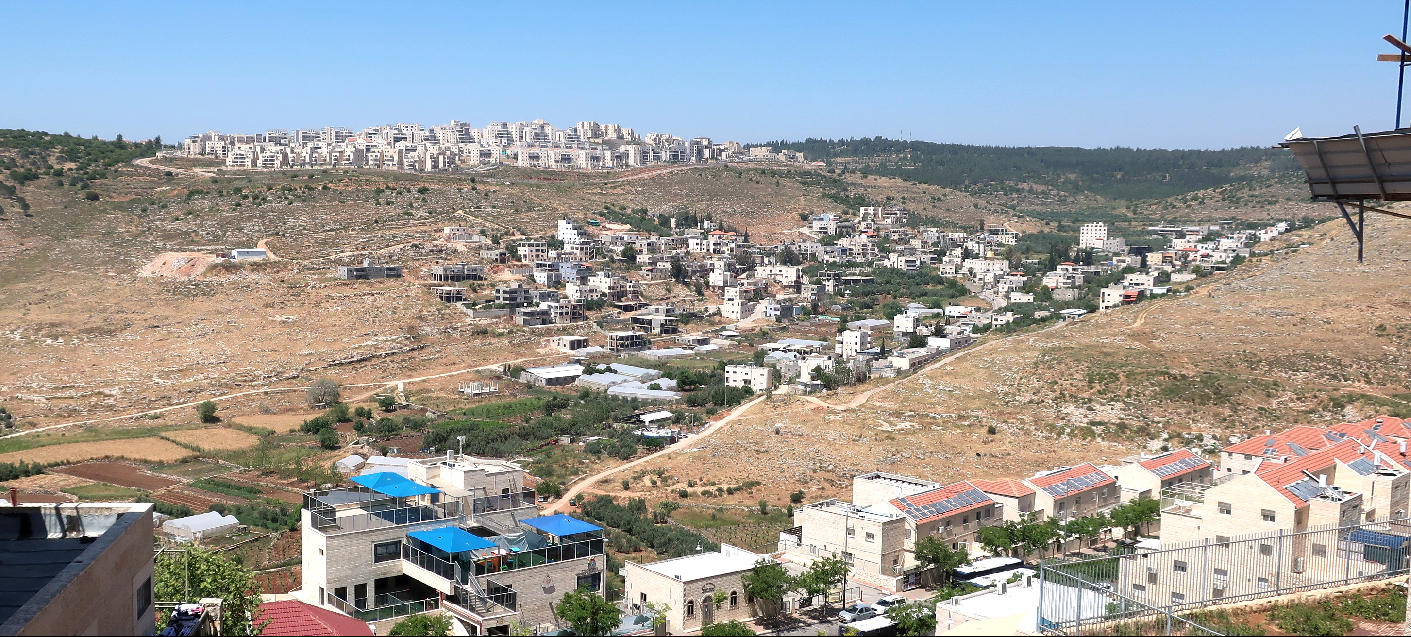
منظر عام لقرية وادي فوكين

وادي فوكين  قرية فلسطينية من قرى الضفة الغربية وتقع على بعد 10 كم تقريباً غرب محافظة بيت لحم، وقد وقعت تحت الاحتلال الإسرائيلي في حرب 1967م ولكنها تتبع السلطة الوطنية الفلسطينية الآن ولها مجلس قروي.

## التسمية
بحسب الكتب التاريخية فإن كلمة (فوكين) تعود بأصلها إلى اللغة الكنعانية الآرامية (سوك) بمعنى (شوك) وحرّفت الكلمة إلى (فوك) ثم جمعت على الطريقة العربية مع الزمن إلى (فوكين) بدلاً من (سوكين) فإن صح هذا القول يكون معنى وادي فوكين (وادي الشوك).

## الموقع
```
تقع على بعد 10 كم تقريباً غرب 
محافظة بيت لحم
، وتقع في 
وادٍ
 بين المرتفعات 
الجبلية
 
الفلسطينية
 وترتفع 600 متر عن 
مستوى سطح البحر
، كما وتقع القرية مباشرة على خط 
الهدنة
 الذي حدد بعد عام 1948م ويجاورها عدد من 
القرى
 
الفلسطينية
 فمن 
الشمال
 
قرية القبو
 ومن 
الشرق
 
قرية نحالين
 ومن 
الشرق
 
الشمالي
 
قرية حوسان
 
وجنوباً
 
قرية
 الجبعة حيث صادرت قوات 
الإحتلال الإسرائيلي
 جميع 
الأراضي
 المحيطة بهذه القرى أو تلك الأراضي التي تقع بينها وتتوسطها
```

## الأراضي
تبلغ مساحة القرية (9928 دونماً) حتى عام 1948م كانت جميعها ملك لسكانها الحاليين أو الذين تم تهجيرهم كلاجئين أو نازحين، ومنذ الإحتلال الإسرائيلي تعرضت أراضيها للنهب فصودر ما مساحته (8300 دونم) خلال سنوات الحرب وتمت مصادرة (700دونم) لصالح مستوطنة بيتار عيليت التي أنشأت على الأراضي التي تتوسط القرى الأربع حوسان ونحالين والجبعة ووادي فوكين ولم يبق مع مواطنيها إلا ما مساحته (2600 دونم) والمساحة المتبقية للبناء والمساكن لا تزيد عن (250 دونم) فقط؛ 80% من أراضي القرية هي داخل الخط الأخضر ويمنع أصحابها من الوصول إليها وتعتبر القرية من قرى خط الهدنة كما كان متعارف عليه سابقاً فتحاط القرية بأكثر من 5 مستوطنات إسرائيلية منها: بيتار عيليت وموفي بيتار وصور هداسا بالإضافة إلى هدار بيتار.

## السكان
عدد سكان القرية حسب الإحصائيات في العام 2008م بلغ 1128 نسمة؛ أبرز العائلات التي تسكن القرية هم: المناصرة والحروب، أغلب سكان القرية يعتمدون على زراعة الأرض المتبقية من مساحة القرية المصادرة منذ العام 1948م أو ما يسمى الخط الأخضر، هنالك العديد من سكان القرية الذين استشهدوا أثناء الهجمات الإسرائيلية عليها ما بين العام1967م ولغاية العام 1984م وتم تدمير مباني القرية التي كانت قائمة أكثر من مرة على يد عصابات الهجانا وتشيرن سابقاً وتم اجلاء سكان القرية عنها في العام1954م وسمح لهم بالعودة إليها في العام 1972م بعد مفاوضات مريرة مع أصحاب القرية في ذلك الوقت وهنالك كلمة قالها قائد المنطقة الإسرائيلي في زيارة للبلدة بعد عودة السكان إليها «أن إسرائيل ارتكبت أكبر حماقة بالسماح للسكان بالعودة إلى أراضيهم».